# 韶峰型电力机车

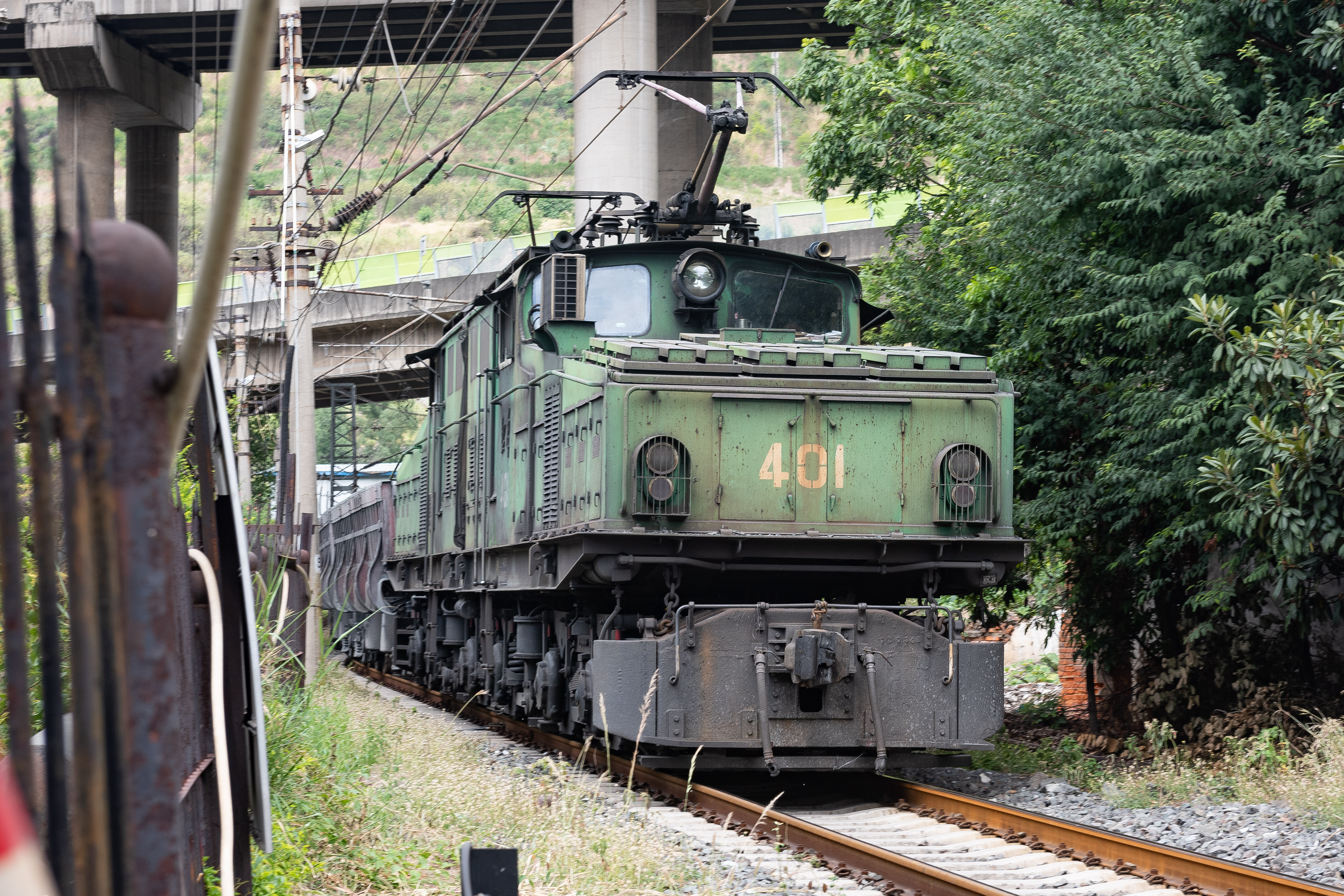
攀钢集团使用的韶峰型401号机车

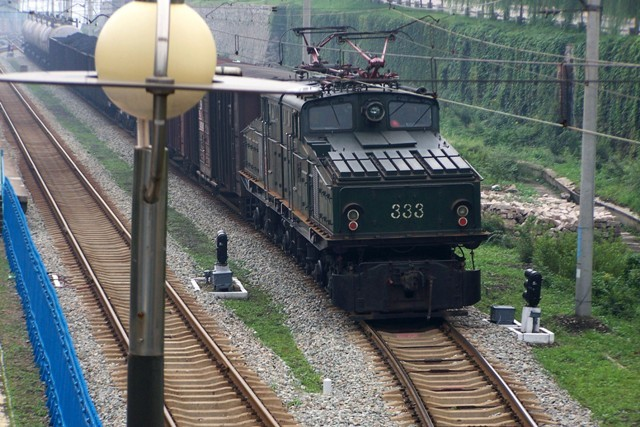
于抚顺电铁

韶峰型 ZG150-1500型电力机车，是中国湖南湘潭电机在1960年代出产的直流准轨工矿用电力机车，自重150吨，电压1500伏特，最高时速60公里。它被火车迷称之为“鳄鱼”(鳄鱼 (电力机车))。